# Chodos
Chodos (hiszp. wym. [ˈtʃoðos]), Xodos (walenc. wym. [ˈʃɔðos]) – gmina w Hiszpanii, w prowincji Castellón, we wspólnocie autonomicznej Walencja, o powierzchni 44,27 km². W 2011 roku liczyła 127 mieszkańców.